# C. J. Williams (basket-ball)
Pour les articles homonymes, voir C. J. Williams.
C. J. Williams, né le 6 février 1990 à Fayetteville en Caroline du Nord, est un joueur américain de basket-ball évoluant aux postes d'arrière et d'ailier.

## Biographie
Il rejoint l'Élan béarnais Pau-Lacq-Orthez en février 2021.
À l'été 2021, Williams rejoint le Yalovaspor BK (en), club turc de deuxième division.
En février 2023, Williams quitte le club israélien d'Ironi Ness Ziona pour retourner à l'Élan béarnais, jusqu'à la fin de la saison en cours.